# Edison-selskabet
Edison-selskabet var det danske navn for Edison Manufacturing Company, et selskab dannet i 1889 af opfinderen Thomas Edison. Selskabet fabrikerede batterier, maskiner, teknisk udstyr og kinetoskop-film. Selskabets værdier og aktiviteter blev overført til Thomas A. Edison, Inc. i 1911. Selskabets danske generalagent var fra starten Gottfried Moses Ruben.

## Selskabets historie
Thomas Edison startede selskabet i 1889 som sin personlige forretning med at fremstille og sælge Edison-Lalande-batteriet. Det blev formelt omdannet til et aktieselskab i New Jersey d. 5. maj 1900. Selskabet fabrikerede og solgte batterier til brug for telegrafen, phonoplex-systemet og til telefoni. Man fremstillede også batterier til brug i fonografer, tandlægeudstyr, medicinsk udstyr og andre former for teknisk udstyr. Selskabet fremstillede også kinetoskoper (en tidlig form for filmfremviser), voksvalser til fonografer, røntgenudstyr, medicinske instrumenter og elektriske ventilatorer på selskabets fabrik i Silver Lake, New Jersey. Fra april 1895 til juni 1908 var William F. Gilmore næstformand og almindelig leder af virksomheden. Han blev efterfulgt af patentadvokaten Frank Dyer. Edisons film blev produceret af Kinetografafdelingen i selskabet. Edison Studios producerede først film på Manhattan, derpå fra 1905 i studierne i Bronx. Selskabet havde de samme øverste chefer som det mere profitable National Phonograph Company, som Edison viede større opmærksomhed. Edison blev også distraheret af andre aktiviteter som akkumulatorer, jernmalm og cement. Disse aktiviteter konkurrerede med selskabet om finansiering og førte til, at man mistede fokus på Edison Manufacturing Company. I februar 1911 blev selskabets aktiver overført til Thomas A. Edison, Inc. Edison Manufacturing Company blev formelt likvideret d. 9. november 1926.